# Distrito de Awajún

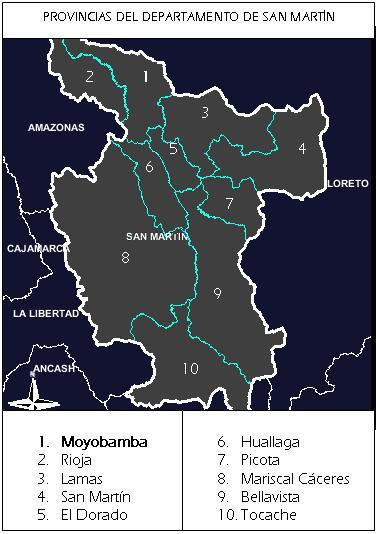
División política del Departamento de San Martín.

La Municipalidad Distrital de Awajún es uno de los ocho distritos que conforman la Provincia de Rioja en el Departamento de San Martín, perteneciente a la Región de San Martín  en el Perú.

## Geografía
La capital se encuentra situada a 1700 m s. n. m., y es el poblado de Awajún.

## Economía
La economía del distrito se articula en la producción de artesanías, y en la elaboración de muebles, además de la elaboración de medicinas tradicionales y en la investigación. La agricultura del área se comercializa en mercados zonales, para producir textiles artesanalmente. Los principales cultivos son algodón, maíz, tubérculos variados, frutales, maní y hortalizas. Gran parte del distrito está protegida, en el Bosque de Protección Alto Mayo.

## Población
El Distrito tiene 4 000 habitantes aproximadamente.
En contraste con los distritos aledaños, casi toda la población del distrito está conformada por descendientes de nativos, organizados en localidades con territorio tribal, como Shampuyacu, y Awajún, casi todos son de etnia aguaruna, y tienen propia lengua, por lo que practican bilingüismo. EL resto de la población la conforman matrimonios mixtos, y familias extranjeras que se han establecido allí en los últimos años.